# Ferdinand Sarrien
Jean Marie Ferdinand Sarrien (15. října 1840, Bourbon-Lancy – 28. listopadu 1915, Paříž) byl francouzský politik. Byl představitelem Radikální strany. Od 12. března do 25. října 1906 byl premiérem Francie. Byl též ministrem spravedlnosti (1886–1887, 1898), ministrem náboženství (1898), ministrem vnitra (1886, 1887–1888, 1896) a ministrem pošt a telegrafů (1885). V roce 1871 se stal starostou svého rodného města, avšak v roce 1873 byl této funkce zbaven monarchistickým kabinetem Alberta de Broglie. Byl ministrem spravedlnosti během Dreyfusovy aféry, za jeho premierování byl Dreyfus znovu přijat do armády. Ač Sarrien sám nebyl považován za politickou "těžkou váhu", nebál se do své vlády pozvat řadu silných politických osobností, z nichž řada se stala francouzskými prezidenty či premiéry (Léon Bourgeois, Georges Clemenceau, Raymond Poincaré, Gaston Doumergue, Aristide Briand, Louis Barthou). To se mu však vymstilo, neboť Clemenceau jím otevřeně pohrdal ("Nic. To je celý jeho program," řekl prý o něm) a Briand ho brzy zastínil. Na funkci premiéra rezignoval po půl roce ze zdravotních důvodů (trpěl chronickou enteritidou). Jeho odchod otevřel cestu k moci Clemenceauovi, který si jako ministr vnitra v Sarrienově vládě udělal dobré jméno a získal si řadu voličů prosazením zákona o povinném jednom volném dni v týdnu.